# Imbrasia epimethea
Imbrasia epimethea es una especie de polilla perteneciente a la familia Saturniidae. Fue descrita por primera vez por Dru Drury en 1773 en la costa de Calabar .

## Descripción
Lado superior: antenas fuertemente pectinadas ; las extremidades que aparecen como hilos. Tórax marrón claro, teñido de rojo. Abdomen marrón grisáceo. Alas anteriores marrón grisáceo claro, teñidas de rojo en la base; teniendo una barra angosta de color oscuro bordeada de gris que corre desde el borde anterior hacia el posterior, paralela ya poca distancia del margen externo. Alas posteriores marrón grisáceo, terminando detrás en puntas como ángulos agudos ; una barra oscura y estrecha, bordeada de blanco, atraviesa estas alas desde los ángulos superiores hasta los bordes abdominales, dividiéndolas en dos compartimentos; en la parte superior de los cuales se colocan dos ojos, cuyos centros son amarillos, rodeados de iris negros bordeados de rojo, y que también están rodeados de anillos de color ceniza. Sobre estos ojos las alas son de color oscuro, casi negras; pero al lado el cuerpo son de un tono rojizo.
En el envés se observan patas negras, tórax y abdomen del mismo color que la parte superior. Alas también casi del mismo color que la parte superior; las barras son claras y distintas, pero los ojos no son observables aquí.
El texto de Drury no indica la envergadura, pero su dibujo muestra 127 mm.

## Distribución
Se hábitat se encuentra en Angola, Camerún, República del Congo, República Democrática del Congo (Bas Congo, Katanga, Orientale), Guinea Ecuatorial, Gabón, Ghana, Guinea, Guinea-Bissau, Costa de Marfil, Kenia, Mozambique, Nigeria, Sierra Leona, Tanzania, Togo y Uganda.

## Biología
Sus larvas son muy gregarias y se alimentan de Theobroma cacao, Petersianthus africanus, Petersianthus macrocarpus, Holarrhena floribunda, especies de Funtumia (incluidas Funtumia africana y Funtumia elastica ), Ricinodendron heudelotii, Acacia lahai, Terminalia, Bauhinia y Anona senegalensis .

## Subespecie
- Imbrasia epimetea epimetea
- Imbrasia epimethea biokoensis Darge, 1988